# La Chapelle-du-Lou
La Chapelle-du-Lou är en kommun i departementet Ille-et-Vilaine i regionen Bretagne i nordvästra Frankrike. Kommunen ligger i kantonen Montauban-de-Bretagne som tillhör arrondissementet Rennes. År 2018 hade La Chapelle-du-Lou 908 invånare.

## Befolkningsutveckling
Antalet invånare i kommunen La Chapelle-du-Lou
Referens:INSEE